# Plectroctena
Plectroctena is een geslacht van vliesvleugelige insecten van de familie Mieren (Formicidae).

## Soorten
- P. anops Bolton, 1974
- P. cristata Emery, 1899
- P. cryptica Bolton, 1974
- P. dentata Santschi, 1912
- P. gestroi Menozzi, 1922
- P. hastifera (Santschi, 1914)
- P. laevior Stitz, 1924
- P. latinodis Santschi, 1924
- P. lygaria Bolton, Gotwald & Leroux, 1979
- P. macgeei Bolton, 1974
- P. mandibularis Smith, F., 1858
- P. minor Emery, 1892
- P. strigosa Emery, 1899
- P. subterranea Arnold, 1915
- P. thaui Fisher, 2006
- P. ugandensis Menozzi, 1933